# BBC Two Northern Ireland
BBC Two Northern Ireland (ирл. BBC Thuaisceart Éireann a Dó) — британский телеканал, североирландское региональное отделение BBC Two, второго телеканала Британской вещательной корпорации. Вещает в цифровом наземном формате.

## Краткая история
Телеканал BBC Two отсчитывает свою историю с 1964 года и вещает на территории всей Великобритании. До 28 октября 2006 в Великобритании были две службы BBC: BBC Two Northern Ireland (аналоговый вариант) и BBC Two NI (цифровой вариант, преемник службы BBC Choice Northern Ireland), которые отвечали за региональное вещание с 6 часов вечера до полуночи. С октября 2006 по февраля 2007 на телеэкранах Северной Ирландии вещал канал под названием BBC Two NI, но с атрибутами BBC Two Northern Ireland. С февраля 2007 года обе службы действую как единое целое.

## Сетка вещания
В отличие от BBC Two в других частях Великобритании, в североирландском варианте BBC между телепередачами всегда выходят краткие сводки новостей (BBC Newsline) и погоды (BBC Weather). В настоящий момент вещают следующие программы:

### Общие программы
- The Children’s
- First Stop
- Hearts and Minds
- The John Daly Show
- BBC Sport NI at the Milk Cup
- Sky High
- Chasing the Dollar
- Spotlight
- The Apprentice

### Детские телепрограммы
- Sesame Tree
- Pingu
- What’s New, Scooby Doo?
- Shaun the Sheep
- Bernard
- Brum
- Teletubbies
- Arthur
- The Flintstones
- Mad Men
- Charlie and Lola
- Barnaby Bear